# Lianshan (Qingyuan)

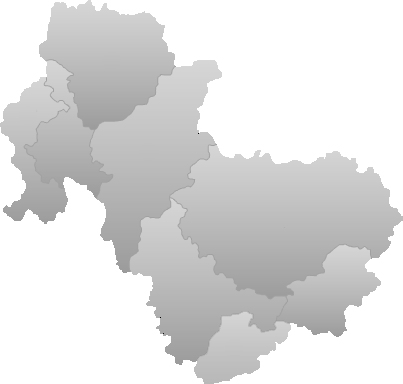
Lage des Autonomen Kreises Lianshan im Gebiet der bezirksfreien Stadt Qingyuan

Der Autonome Kreis Lianshan der Zhuang und Yao (chinesisch 连山壮族瑶族自治县, Pinyin Liánshān Zhuàngzú Yáozú Zìzhìxiàn) ist ein Autonomer Kreis der Zhuang und Yao der bezirksfreien Stadt Qingyuan in der Provinz Guangdong der Volksrepublik China. Er hat eine Fläche von 1.165 km² und zählt 95.136 Einwohner (Stand: Zensus 2020). Sein Hauptort ist die Großgemeinde Jitian (吉田镇).

## Administrative Gliederung
Auf Gemeindeebene setzt er sich aus sieben Großgemeinden zusammen. 